# كأس السوبر الألباني 2016
بطولة كأس السوبر الألباني 2016 هي النسخة الثالثة والعشرون من بطولة كأس السوبر الألباني، لعب يوم 24 أغسطس 2016 في استاد سلمان سترماسي، بين فريق سكندربيو كورتشه الفائز بالدوري وفريق كوكاسي الفائز بكأس ألبانيا. وقد انتهت المباراة بفوز كوكاسي بالمباراة بنتيجة 3–1 ليحصد لقبه الأول في تاريخ البطولة.

## ملعب المباراة
كان من المفترض أن تلعب المباراة في الاستاد الوطني بتيرانا، ولكن تم إغلاق الملعب، فتم تحديد استاد بوريتشي بمدينة شقودرة لاستضافة المباراة، لكن افتتاح الملعب تأجل حتى يتم لعب المباراة الدولية الودية بين ألبانيا والمغرب يوم 31 أغسطس، ولذلك تم اختيار ملعب سلمان سترماسي ملعبًا للمباراة.

## التفاصيل
| سكندربيو كورتشه      | 1–3 | كوكاسي                                                                                     |
| -------------------- | --- | ------------------------------------------------------------------------------------------ |
| فوكوي 30' (ضربة رأس) |     | دفورنكوفيتش 26' (بالقدم اليمنى) · إيميني 74' (بالقدم اليمنى) · بييتش 90+2' (بالقدم اليمنى) |

| سكندربيو كورتشه | كوكاسي |

| الحكام المساعدون: دينيس ريتشا إليير الحكم الرابع: رييدي أفدو | قوانين المباراة - 90 دقيقة. - 30 دقيقة من الوقت الإضافي إذا لزم الأمر. - ركلات جزاء ترجيحية إذا استمرت النتيجة متعادلة. - ستة لاعبين بدلاء يتم تسجيل أسمائهم. - يمكن استخدام ثلاثة منهم على الأكثر. |

## روابط خارجية
1. ↑  Rinald Bregasi (24 أغسطس 2016). "Kukësi fiton Superkupën e Shqipërisë" (بالألبانية). Super Sport Albania. Archived from the original on 26 أغسطس 2016. Retrieved 25 أغسطس 2016.
2. ↑  ""Loro Boriçi" bëhet gati të presë miqësoren Shqipëri- Marok" (بالألبانية). Channel-one.al. 11 Aug 2016. Archived from the original on 2016-08-12. Retrieved 2016-08-25.
3. ↑  "Trofeu/ Tjetër absurd i FSHF-së, Superkupa luhet në Tiranë" (بالألبانية). Panorama Sport. 23 Aug 2016. Archived from the original on 2016-10-28. Retrieved 2016-08-25.